# Mühlenau (Alster)
El Mühlenau també anomenat Mühlenbach és un afluent del riu Alster a Alemanya. Neix a la frontera nord del municipi de Norderstedt al districte de Segeberg. Desemboca a l'Alster entre Wulksfelde i Rade, dos nuclis de Tangstedt al districte de Stormarn.

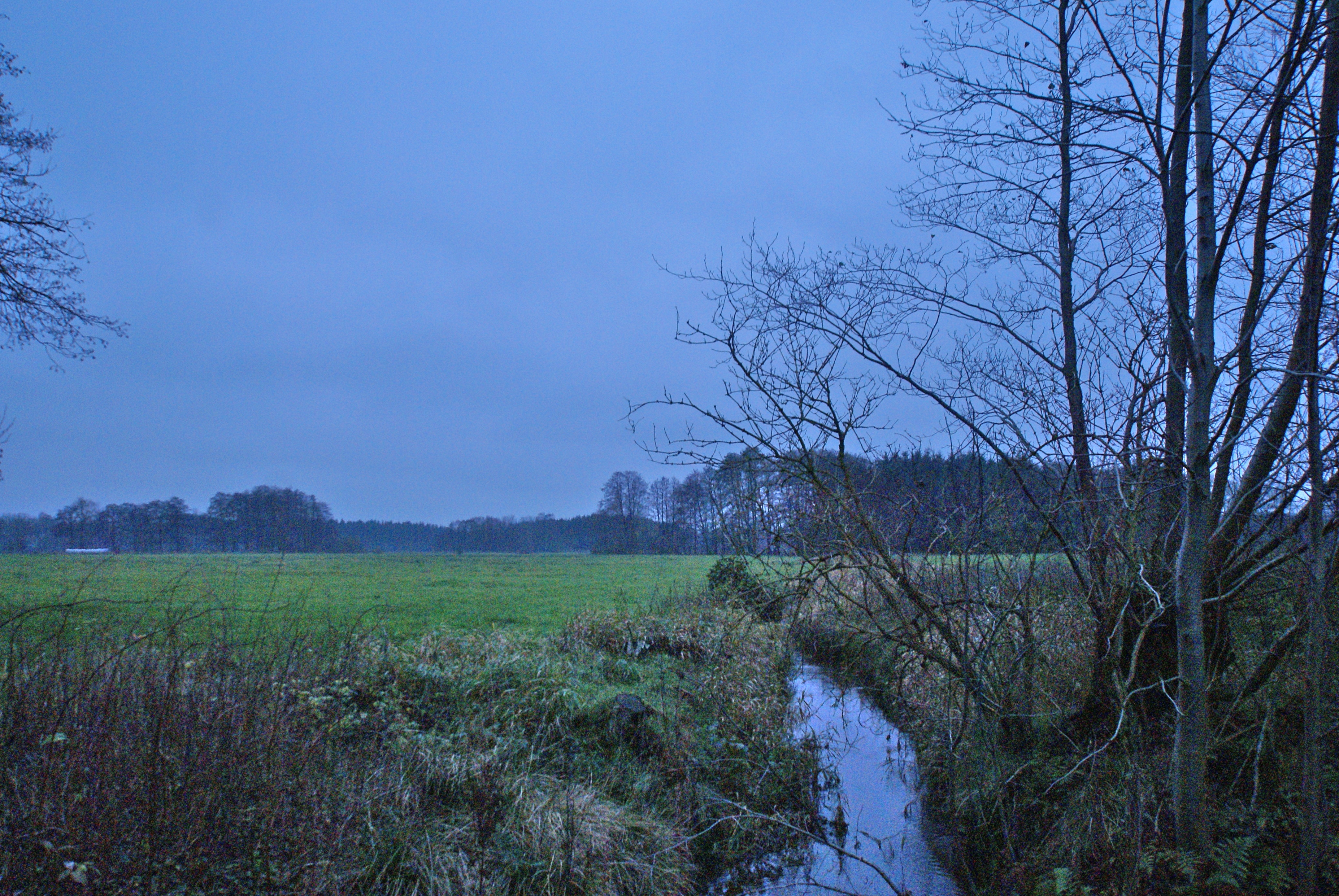
El riu a la reserva natural de l'Oberalster Niederung al vespre
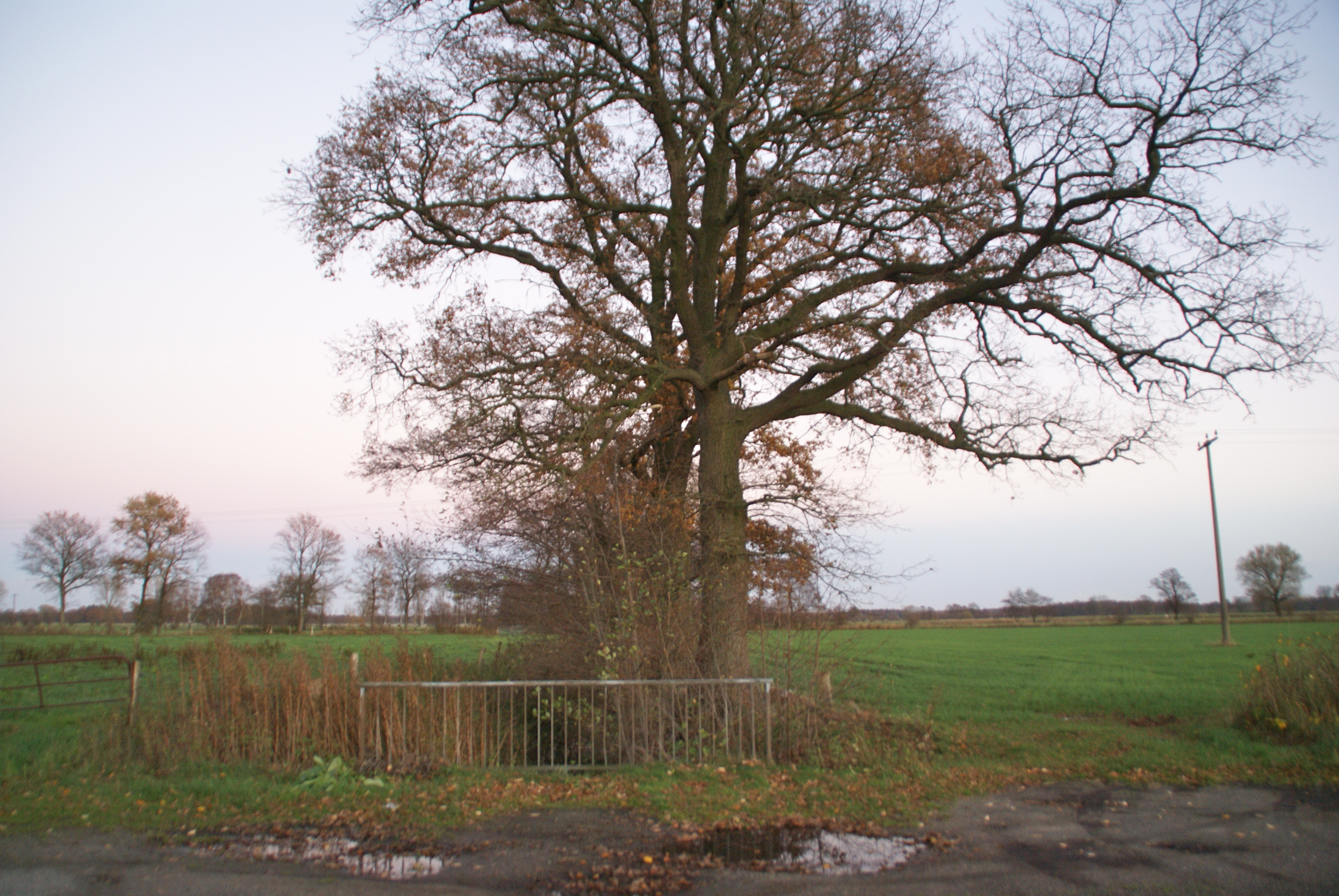
El pont del carrer Wakendorferstraße a Wilstedt
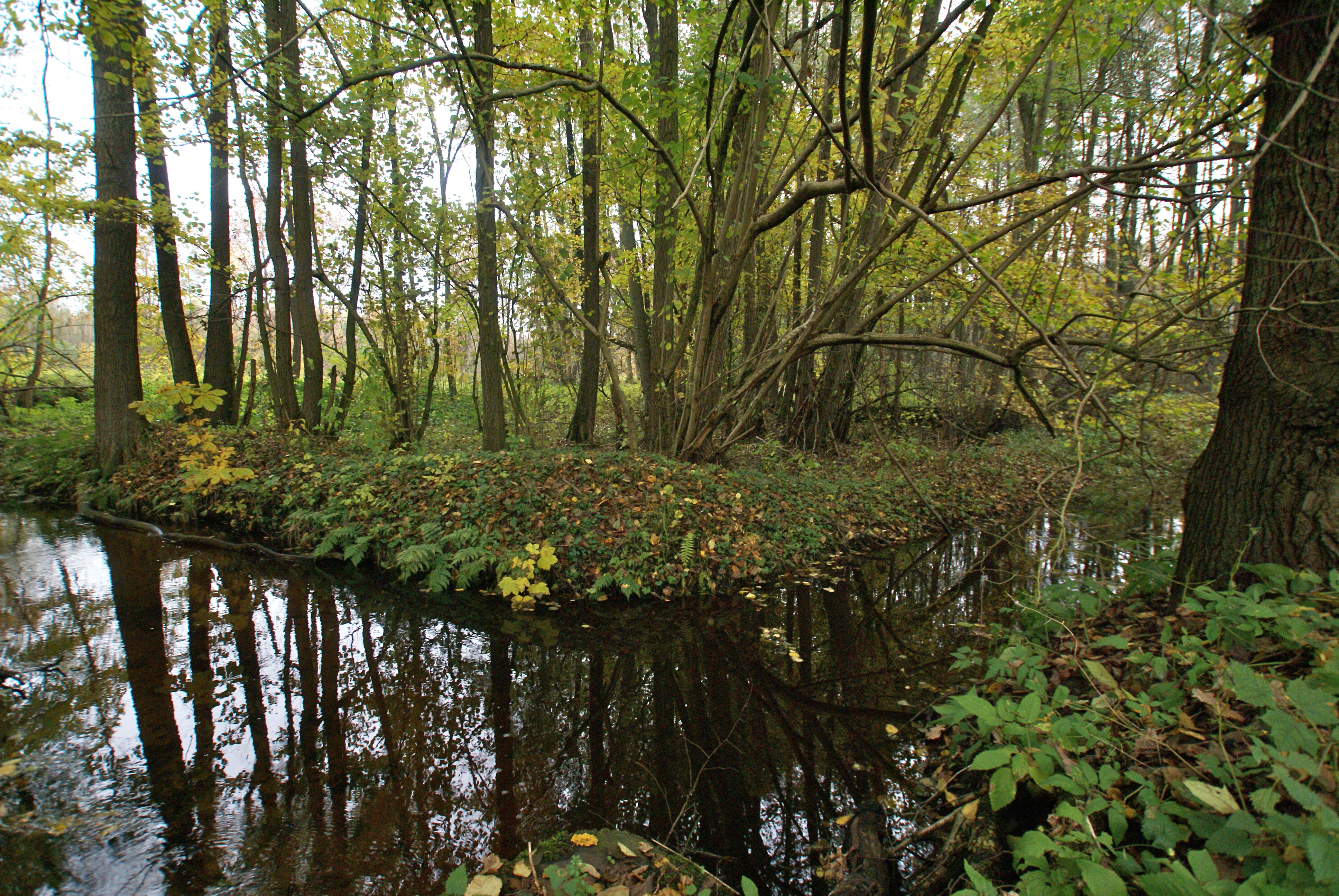
El Mühlenau al Wassermühlenweg a Tangstedt
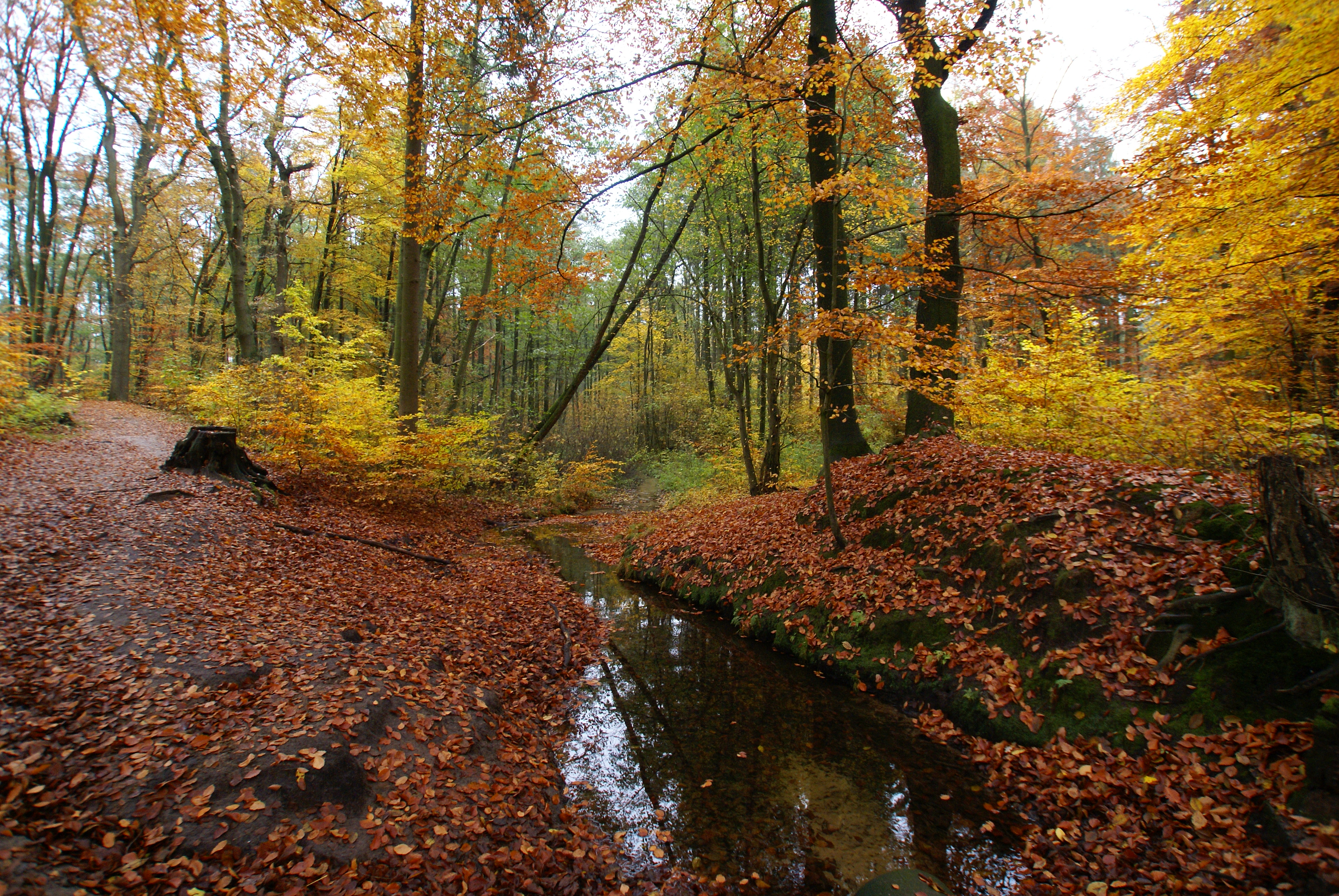
El riu al bosc públic de Wulksfelde a prop de l'aiguabarreig amb l'Alster